# Mary Lynn Rajskub
Mary Lynn Rajskub (* 22. června 1971 Trenton, Michigan, USA) je americká herečka.

## Počátky
Narodila se v Trenton, Michigan (předměstí Detroitu) matce, která pracovala ve zdravotnictví a otci, jehož předkové pocházeli z českých zemí. Inspirací k tomu, že se chtěla stát herečkou, byl seriál Měsíční svit s Brucem Willisem. Domluví se anglicky, portugalsky, francouzsky a rusky. Věnovala se divadlo a než se dostala k herectví před kamerou, tak pracovala jako pořadatelka v kině či jako servírka v Hard Rock Café v Los Angeles.

## Kariéra
Před kamerou se poprvé objevila v roce 1996, a to konkrétně v televizním filmu Mr. Show with Bob and David: Fantastic Newness. Známější se stala především díky rolím v seriálech. Hlavní role obsadila především v sériích jako Show Larryho Sanderse, Veronica's Closet či 24 hodin.
Objevila se také v několika úspěšných celovečerních filmech, ke kterým patří Muž na Měsíci, Magnolia, Road Trip, Hele vole, kde mám káru?, Malá Miss Sunshine nebo Julie a Julia.

## Ocenění
V letech 2005 a 2007 byla spolu s hlavními představiteli seriálu 24 hodin nominována na SAG Award, úspěšná však nebyla.

## Osobní život
V současné době je provdána za Matthew Rolpha, se kterým má syna Valentine Anthonyho.

## Filmografie

### Filmy
- 1996 – Proč kočka není pes?
- 1997 – Who's the Caboose?
- 1998 – Tenká růžová čára, Bury me in Kern County
- 1999 – Magnolia, Muž na Měsíci
- 2000 – Road Trip, Sunset Strip, Hele vole, kde mám káru?
- 2001 – Storytelling, Nepovedený večírek, The Girls Guitar Club
- 2002 – Opilí láskou, Holka na roztrhání, Běž, Ronnie, běž!
- 2003 – Claustrophobia, Pravá blondýnka 2
- 2004 – Mysterious Skin
- 2006 – Malá Miss Sunshine, Firewall, Výprodej
- 2007 – American Fork
- 2008 – Jarní úklid s.r.o.
- 2009 – Julie a Julia
- 2010 – A Night of 140 Tweets: A Celebrity Tweet-A-Thon for Haiti, Camera Obscura

### Televizní filmy
- 1996 – Mr. Show with Bob and David: Fantastic Newness
- 2004 – Hlava nehlava
- 2009 – The Smallest Co%k in Porn
- 2010 – I Confess

### Seriály
- 1995–1996 – Mr. Show
- 1996–1998 – Show Larryho Sanderse
- 1997 – Over the Top, The Weird Al Show
- 1998 – NewsRadio, The Army Show
- 1999 – Tracey Takes On..., Shasta McNasty
- 1999–2000 – Veronica's Closet
- 2001 – The Downer Channel, Late Friday, Just Shoot Me!
- 2002 – Dva z Queensu
- 2002–2006 – Gilmorova děvčata
- 2003 – Dobré ráno, Miami
- 2003–2010 – 24 hodin
- 2004 – Home Movies
- 2005 – Kelsey Grammer Presents: The Sketch Show
- 2006 – Freak Show, Simpsonovi
- 2007 – Human Giant
- 2008 – The Middleman
- 2009 – The Fligh of the Conchords, It's Always Sunny in Philadelphia
- 2010 – Royal Pains, Moderní rodina